# David Carney
David Raymond Carney (ur. 30 listopada 1983 w Sydney) – australijski piłkarz grający na pozycji obrońcy.

## Kariera klubowa
David Carney rozpoczął karierę w Evertonie Liverpool w 1999 roku. W klubie występował do 2003 roku. W tym okresie grał głównie w drużynie młodzieżowej i rezerwach. W sezonie 2002/2003 był w kadrze pierwszego zespołu, ale nie zdążył zadebiutować w Evertonie w oficjalnych rozgrywkach. Pierwszą część sezonu 2003/2004 spędził w występującym w Division Two Oldham Athletic, lecz również w nim nie wystąpił w żadnym spotkaniu ligowym. Drugą część sezonu spędził w Halifax Town, którym występował w lidze Conference National(5 liga).
Sezon 2004/2005 spędził w drugoligowym szkockim Hamilton Academical, po czym powrócił do Australii do występującego w A-League Sydney FC. W klubie z Sydney występował przez trzy sezony. W tym czasie zdobył z nim Mistrzostwo A-League w 2006 oraz wygrał Klubowe mistrzostwa Oceanii w piłce nożnej 2005. W 2005 roku wystąpił z Sydney FC w Klubowych Mistrzostwach Świata. Sydney FC w meczu o piąte miejsce pokonało egipski Al-Ahly Kair 2-1, a Carney zdobył zwycięską bramkę w 66 min. meczu.
W 2007 roku Carney powrócił do Anglii, do drugoligowego Sheffield United. W pierwszym sezonie Carney wystąpił w 21 meczach i zdobył dwie bramki. W następnym sezonie nie mogąc wywalczyć sobie miejsca w podstawowym składzie klubu z Sheffield został wypożyczony do występującego w tej samej klasie rozgrywkowej Norwich City.
Przed sezonem 2009/2010 został zawodnikiem holenderskiego FC Twente. Wywalczył z nim mistrzostwo Holandii, a latem 2010 odszedł do Blackpool F.C. W sezonie 2011/2012 grał w AD Alcorcón, a na początku 2012 roku - w Bunyodkorze Taszkent. W 2013 roku został zawodnikiem New York Red Bulls. W latach 2014–2015 grał w Newcastle Jets. W 2016 przeszedł do Sydney FC.

## Kariera reprezentacyjna
David Carney zadebiutował w reprezentacji 22 lutego 2006 w wygranym 3-1 meczu z Bahrajnem w Riffie. W tym samym roku nie został powołany przez Guusa Hiddinka na Mistrzostwa Świata 2006.
W 2007 roku uczestniczył w Pucharze Azji 2007. Na turnieju wystąpił w dwóch spotkaniach: z Tajlandią i ćwierćfinałowym z Japonią, w którym Australia przegrała w serii rzutów karnych a Carney strzelił karnego. w 2008 roku Carney wystąpił w Igrzyskach Olimpijskich w Pekinie, gdzie Australia nie wyszła z grupy. W 2008 i 2009 uczestniczył w eliminacjach Mistrzostwach Świata 2010.